# 黑龙江省监察委员会
黑龙江省监察委员会，简称黑龙江省监委，是中华人民共和国黑龙江省的省级地方国家监察机关，与中国共产党黑龙江省纪律检查委员会合署办公。

## 历史沿革
2018年1月31日，黑龙江省监察委员会挂牌成立。

## 历任领导
第十三届人大
- 任期：2018年1月30日－2023年1月16日
- 主任：王常松（2018年1月29日[3]－2020年4月9日） → 张巍（2020年4月9日－2023年1月16日）
- 副主任：崔军（－2018年8月24日）、龚夏梅（－2018年12月27日）、梅殿龙（－2022年5月13日）、李力（－2021年10月29日）、史景山（2018年12月27日－2022年2月18日）、姜宏伟（2020年10月22日－）、杨成军（2022年5月13日－）、陈光辉（2022年5月13日－）、蒋和庆（2022年5月13日－）
- 委员：张卓桥（－2019年4月26日）、杨煜玺（－2020年10月22日）、陈光辉（－2022年5月13日）、杨艳杰（－2019年4月26日）、姜在成（－2018年6月28日）、杜学毅（－2021年4月21日）、石岩梅（2019年10月18日－2022年1月20日）、丁国怀（2019年10月18日－2023年1月9日）、王春福（2021年8月20日－）、卢丙海（2021年12月23日－）、张继成（2022年1月20日－）、孙天文（2022年5月13日－）

第十四届人大
- 任期：2023年1月16日－
- 主任：张巍（2023年1月16日[4]－2023年12月24日） → 边学文（2024年3月26日－）
- 副主任：姜宏伟、杨成军、陈光辉、蒋和庆（－2025年）
- 委员：王春福（－2023年4月27日）、卢丙海（－2024年10月31日）、张继成（－2023年6月28日）、孙天文（－2023年12月24日）、王佳斯（2023年4月27日－2024年8月22日）、曹元义（2023年6月28日－2025年）、许有昌（2023年6月28日－2024年4月24日）、孙冰（2024年6月29日－）